# 鎌田邦裕
鎌田 邦裕（かまた くにひろ、1993年8月23日 - ）は、日本の音楽家・フルート奏者。山形県鶴岡市出身。クレアティフ代表。鶴岡ふるさと観光大使。

## 経歴
1993年山形県鶴岡市生まれ。鶴岡市立鶴岡第三中学校、山形県立鶴岡南高等学校、京都市立芸術大学音楽学部を卒業し、同大学大学院音楽研究科を修了。
第91回日本音楽コンクール フルート部門 第2位及び岩谷賞（聴衆賞）、イギリスで開催された第1回リバプール国際フルートコンクール第1位、スロバキアで開催されたブラチスラバ舞台芸術アカデミー国際フルートコンクール 第3位など多数受賞。また、京都市より「京都市文化芸術きらめき賞」を受賞。
ソリストとしては、2014年より山形にて毎年リサイタルを開催。2021年より京都・東京・鶴岡の3都市にて  リサイタルツアーを開催。2023年3月には山形県での開催10回記念公演を行った。2023年9月に在スロバキア日本国大使館の協力により首都・ブラチスラバでコンサートを開催。これまでに、松尾葉子指揮・セントラル愛知交響楽団、Konstantin Ilievsky指揮・スロバキア放送交響楽団、工藤俊幸指揮・山形交響楽団と共演している。
さらに朗読劇など劇伴音楽の演奏出演や、クラシックと昭和歌謡の響宴による演奏会の企画・開催といったジャンルを超えた多岐に渡る活動にも注目が集まり、ラジオなどメディアへの出演や、フルート専門誌『THE FLUTE』には単独インタビューが掲載された。
これまでにフルートを佐藤裕里、故・足達祥治、大平記子、大嶋義実、富久田治彦、藤井香織、中川佳子の各氏に、室内楽を安藤史子、大嶋義実、上田希の各氏に師事。
現在は東京、鶴岡、京都の三拠点で、オーケストラへの客演や、ソロ・室内楽の演奏、後進の指導に力を注ぎ、演奏会では一流の音楽はもとより、分かりやすい解説と軽快なトークによって、初めてでも楽しめるクラシック音楽を届けている。さらに鶴岡市より「鶴岡ふるさと観光大使」を委嘱され、故郷の魅力を発信している。

## リサイタル
20歳のころから毎年地元鶴岡市を含む全国各地でリサイタルを開催している。
- 「鎌田邦裕フルートリサイタル〜Passion！〜」（2014年8月15日 - 16日、鶴岡・けやきホール）
- 「小林志穂×鎌田邦裕フルートデュオリサイタル新春おしゃべりコンサート」（2015年1月7日、鶴岡アートフォーラム）
- 第87回明治ホールコンサート「鎌田邦裕フルートリサイタル」（2017年3月12日、東田川文化記念館 明治ホール）
- 「鎌田邦裕フルートリサイタル〜ドイツ童話への誘い〜」（2018年8月12日、鶴岡アートフォーラム）
- 「田呈媛・鎌田邦裕フルートデュオリサイタル」（京都公演：2018年12月15日、遠藤剛熈美術館/鶴岡公演：2019年3月23日 - 24日、鶴岡アートフォーラム/松山公演：2019年4月20日、松山・萬翠荘/北海道公演：2019年10月26日、蘭越アートホール）
- 「鎌田邦裕フルートリサイタル　フルートで奏でる近代フランス音楽」（2019年10月13日、鶴岡アートフォーラム）
- 「鎌田邦裕フルートリサイタル～春のうた～」(2020年3月28日-29日、鶴岡アートフォーラム)
- 「鎌田邦裕フルートリサイタル～儚き水の精～」(京都公演：2021年2月14日、アートスペースHase二条城前/東京公演：2021年2月28日、ティアラこうとう小ホール/鶴岡公演：2021年3月18日、荘銀タクト鶴岡大ホール)
- 「鎌田邦裕フルートリサイタル～祈りの音～」(京都公演：2022年2月26日、青山音楽記念館バロックザール/東京公演：2022年3月18日、ティアラこうとう小ホール/鶴岡公演：2022年3月18日、荘銀タクト鶴岡大ホール)
- 「鎌田邦裕フルートリサイタル～笛吹絵巻～」(東京公演：2023年2月17日、ティアラこうとう小ホール/山形(庄内)公演：2023年3月18日、庄内町文化創造館響ホール大ホール)
- 「鎌田邦裕フルートリサイタル～√（ルート）～」(東京公演：2024年4月4日、ティアラこうとう小ホール/鶴岡公演：2024年4月6日、荘銀タクト鶴岡大ホール)
- 「鎌田邦裕フルートリサイタル～U-N-I-T-Y～」(東京公演：2025年6月27日、ティアラこうとう小ホール/鶴岡公演：2025年8月5日、荘銀タクト鶴岡大ホール/山形公演：2025年8月9日、山形県郷土館「文翔館」議場ホール)

## 出演

### 海外のオーケストラ
- スロバキア放送交響楽団(2023年9月、ブラチスラバ舞台芸術アカデミー国際フルートコンクール にて共演)
- リバプール・モーツァルト・オーケストラ(2024年5月11日[5]、第1回リバプール国際フルートコンクール第1位入賞記念)

### 日本のオーケストラ
- セントラル愛知交響楽団(2023年4月14日、第91回日本音楽コンクール受賞記念演奏会 名古屋公演[6])
- 山形交響楽団(2025年1月19日、荘銀タクト鶴岡大ホール、つるおか市民で歌うオペラガラ・コンサートにて共演)
- 酒田フィルハーモニー管弦楽団(2025年11月16日予定[7]、酒田市民会館希望ホール大ホール、第54回定期演奏会)

### ラジオ
- くにまる食堂(文化放送) ; 2024年6月4日、9月17日
- ゲツキンラジオぱんぱかぱ～ん(YBC山形放送ラジオ） ; 2024年3月11日、7月1日, 2025年7月21日
- グッとモーニン!!(YBC山形放送ラジオ) ; 2025年7月23日
- WAVE4 yamagata EXCEED(エフエム山形) ; 2024年3月11日、7月1日、8月5日, 2025年7月21日
- RAMP.(エフエム山形) ; 2025年8月8日
- 麻生奈菜のChillax Sundays(Tokyo Star Radio) ; 2024年3月マンスリーゲスト, 2025年5月マンスリーゲスト
- ふるさと印鶴岡(FMえどがわ) ; 2025年2月19日

### 室内楽
京都フィルハーモニー室内合奏団契約団員(2024年-2025年3月)

### その他
- 第32回ヤマハ管楽器新人演奏会出演(大学からの推薦により)
- 第22回山形県出身者新人演奏会出演
- 「鎌田邦裕フルートコンサート～日本のうた、ふるさとのうた～」(2023年9月14日、エウゲン・スホニャ芸術学校※在スロバキア日本国大使館協力)
- 第52回音楽の夕べ～あなたとクラゲと音楽と～（2024年2月3日、鶴岡市立加茂水族館）
- 朗読劇タチヨミ(劇伴音楽)[8]
  - 第9巻「風立ちぬ丘に立って…。」(2022年1月7日 - 1月16日、下北沢小劇場B1)
  - 第10巻「”grateful”〜感謝、観劇、雨のち…sunshine〜」(2023年2月8日 - 2月12日、サンシャイン劇場)
  - 第11巻「〜もういいかい　まぁだだよ〜」(2024年3月21日 - 3月31日、会場：下北沢小劇場B1)
  - 最終巻(2025年6月11日 - 6月15日、下北沢本多劇場)
- READING WORLD
  - 朗読劇舞鶴への生還『約束の果て』(劇伴音楽)2024年8月10日 - 8月11日、舞鶴市総合文化会館）[9]

## 賞歴

### コンクール
- 第6回仙台フルートコンクール高校の部第2位[10]
- 第65回全日本学生音楽コンクール高校生の部東京大会入選
- 第23回びわ湖国際フルートコンクール一般の部入選[11]
- 第16回仙台フルートコンクール一般の部入選[10]
- 第17回仙台フルートコンクール一般の部第3位[12]
- 第91回日本音楽コンクールフルート部門第2位および岩谷賞(聴衆賞)[13]
- 第1回リバプール国際フルートコンクール第1位
- ブラチスラバ舞台芸術アカデミー国際フルートコンクール第3位

### その他
- 京都市文化芸術きらめき賞(2023年3月29日[4])

## 出版

### アルバム
| 発売日        | タイトル                            | 収録曲 | 備考                                            |
| ------------- | ----------------------------------- | --- | ----------------------------------------------- |
| 2022年2月26日 | Fleeting Water Spirit～儚き水の精～ | S.カルク＝エラート：シンフォニッシェ・カンツォーネ Op.114 C.ライネッケ：フルート協奏曲（ピアノ伴奏版）ニ長調 Op.283 C.ライネッケ：フルート・ソナタ「ウンディーネ」Op.167 | 2021年3月に鶴岡で開催したリサイタルのライブ録音 |

### 雑誌 (THE FLUTE)
- 藤井香織氏とのインタビュー掲載(2022年4月1日発行　第31巻　第186号)
- リサイタル記事の掲載(2022年6月1日発行　第31巻　第187号)
- CD情報の掲載(2022年8月1日発行　第31巻　第188号)
- 京都コンサートホールアウトリーチ事業、登録アーティストとしての掲載(2022年10月1日発行　第31巻　第189号)
- コンクール入賞情報の掲載(2023年12月1日発行　第32巻　第196号)
- スロバキアでのコンサート情報の掲載(2024年2月1日発行　第33巻　第197号)
- リサイタル記事の掲載(2024年4月1日発行　第33巻　第198号)
- リサイタル・リバプールでのソリストレビューの掲載(2024年10月1日発行　第33巻　第201号)
- 特集「エチュードのトリセツ」にて掲載(2025年4月1日発行　第34巻　第204号)
- 単独インタビュー掲載(2025年6月1日発行　第34巻　第205号)